# Белолобый остроклювый певун
Белолобый остроклювый певун (лат. Conirostrum albifrons) — вид птиц из семейства танагровых. Птицы обитают в субтропических и тропических горных влажных лесах, на высоте 1200—3000 метров над уровнем моря. Длина тела 12,7 см, масса 10—15 грамм.
Выделяют шесть подвидов:
- Conirostrum albifrons cyanonotum — на прибрежных Кордильерах штатов Арагуа, Баринас и Федерального округа (северная Венесуэла);
- Conirostrum albifrons albifrons — в Андах от штата Тачира (Венесуэла) южнее до западных склонов восточных Анд Колумбии — до города Богота;
- Conirostrum albifrons centralandium — в центральных Андах от Антьокии южнее до западного Уила и восточных склонов в Нариньо (Колумбия);
- Conirostrum albifrons atrocyaneum — в западных Андах от Антьокии южнее до западных склонов в Нариньо (Колумбия) южнее через Эквадор до регионов Пьюра и Кахамарка (северный Перу);
- Conirostrum albifrons sordidum — в Андах от региона Хунин (центральный Перу) южнее до департамента Ла-Пас (северная Боливия);
- Conirostrum albifrons lugens — в Андах в департаментах Кочабамба и Санта-Крус (Боливия).